# Estación de Linares-Congostinas
 Linares-Congostinas es una estación de ferrocarril situada en el municipio español de Lena, en el Principado de Asturias. Dispone de servicios de Media Distancia operados por Renfe.

## Situación ferroviaria
La estación se encuentra en el punto kilométrico 82,261 de la línea férrea de ancho ibérico que une Venta de Baños con Gijón a 769 metros de altitud, entre las estaciones de Busdongo y de Puente de los Fierros. El tramo es de vía única y está electrificado y se caracteriza por su difícil orografía al tener que superar el puerto de Pajares. 

## Historia
La estación fue abierta al tráfico el 15 de agosto de 1884 con la puesta en marcha del tramo Busdongo de Arbas-Puente de los Fierros de la línea que pretendía unir León con Gijón. Doce años fueron necesarios entre estudios y obras para prolongar el trazado desde el norte de León y salvar con ello la cordillera Cantábrica por Pajares. La construcción fue obra de la Compañía de los Ferrocarriles de Asturias, Galicia y León creada para continuar con las obras iniciadas por Noroeste anterior titular de la concesión de dicha línea. Su situación financiera no fue mucho mejor que la de su antecesora y en 1885 acabó siendo absorbida por Norte. En 1941, la nacionalización del ferrocarril en España supuso la desaparición de esta última y su integración en la recién creada RENFE. 
Desde el 31 de diciembre de 2004 Renfe Operadora explota la línea mientras que Adif es la titular de las instalaciones ferroviarias.

## Servicios ferroviarios

### Media Distancia
Los servicios de Media Distancia de Renfe tienen parada facultativa (el tren solo efectuará parada cuando haya viajeros que suban o bajen en esta estación). La misma enlaza a las ciudades de León, Oviedo y Gijón. La frecuencia es de un tren diario.
| Línea MD | Servicio | Origen/Destino          | Paradas intermedias | Destino/Origen |
| -------- | -------- | ----------------------- | --- | -------------- |
| 24       | Regional | León                    | La Robla · La Pola de Gordón · Santa Lucía · Villamanín · Busdongo · Linares-Congostinas · Puente de los Fierros · Campomanes · Pola de Lena · Ujo · Mieres-Puente · Llamaquique · Oviedo · Calzada de Asturias | Gijón          |
| 24       | Regional | Valladolid-Campo Grande | Valladolid-Universidad · Cabezón de Pisuerga · Corcos-Aguilarejo · Cubillas de Santa Marta · Dueñas · Venta de Baños · Palencia · Grijota · Becerril · Paredes de Nava · Villada · Grajal · Sahagún · El Burgo Ranero · Palanquinos · León · La Robla · La Pola de Gordón · Santa Lucía · Villamanín · Busdongo · Linares-Congostinas · Puente de los Fierros · Campomanes · Pola de Lena · Ujo · Mieres-Puente · Llamaquique · Oviedo · Calzada de Asturias | Gijón          |